# Trnovo (Kriva Palanka)
Trnovo (macedónul: Трново) település Észak-Macedóniában, a Északkeleti körzetben, Kriva Palanka községben.

## Népesség
| Lakosok száma | 980  | 978  | 868  | 642  | 328  | 216  | 206  | 153  | 86   |
|               | 1948 | 1953 | 1961 | 1971 | 1981 | 1991 | 1994 | 2002 | 2021 |

- 2002-ben 153 lakosa volt, akik mindannyian macedónok.